# Álex George
Álex George (n. Esmeraldas, Esmeraldas, Ecuador; 7 de junio de 1990) es un futbolista ecuatoriano polifuncional, juega de delantero y su actual equipo es Deportivo Santo Domingo de la Segunda Categoría de Ecuador.

## Trayectoria
Álex George inició su carrera como futbolista en las divisiones inferiores de El Nacional, no debutó pero paso por Talleres de Santo Domingo y luego al Águilas de la misma ciudad donde pudo destacarse, también paso por Independiente del Valle en el 2013 ficha por Delfín de Manta y debuta como delantero ya que en sus clubes anteriores lo hacía como defensa central o volante de marca, en su nuevo puesto como artillero logró marcar 39 goles en una sola temporada, esto lo catapultaría al Barcelona SC.

## Selección nacional
Fue campeón con la Selección de fútbol de Ecuador en los Juegos Panamericanos de 2007.

## Clubes
| Club                    | País    | Año         | PJ | Goles |
| ----------------------- | ------- | ----------- | -- | ----- |
| El Nacional             | Ecuador | 2008 - 2009 | 32 | 3     |
| Talleres                | Ecuador | 2010        | 8  | 0     |
| Águilas                 | Ecuador | 2011        | 25 | 11    |
| Independiente del Valle | Ecuador | 2012        | 5  | 1     |
| Águilas                 | Ecuador | 2012        | 22 | 8     |
| Delfín SC               | Ecuador | 2013        | 35 | 39    |
| Barcelona SC            | Ecuador | 2014        | 0  | 0     |
| Delfín SC               | Ecuador | 2015        | 12 | 2     |
| Norte América           | Ecuador | 2015        | 2  | 0     |
| Puerto Quito            | Ecuador | 2016        | 12 | 6     |
| Aucas                   | Ecuador | 2017        | 13 | 6     |
| Universidad Católica    | Ecuador | 2017        | 7  | 0     |
| Club Puerto Quito       | Ecuador | 2018        | 39 | 18    |
| Mushuc Runa             | Ecuador | 2019        | 9  | 2     |
| Liga de Portoviejo      | Ecuador | 2019        | 13 | 1     |
| Atlético Santo Domingo  | Ecuador | 2020 - 2022 | 11 | 2     |

## Palmarés

### Campeonatos internacionales
| Título               | Club                           | País    | Año  |
| -------------------- | ------------------------------ | ------- | ---- |
| Juegos Panamericanos | Selección de fútbol de Ecuador | Ecuador | 2007 |

### Campeonatos nacionales
| Título            | Club      | País    | Año  |
| ----------------- | --------- | ------- | ---- |
| Segunda Categoría | Delfín SC | Ecuador | 2013 |